# Alexander Heinrich von Thile
Alexander Heinrich von Thile (ur. 15 października 1742 w Głogowie, zm. 24 lutego 1812 w Spandau) – pruski generał porucznik, szef pułku piechoty „von Pfuhl” i gubernator (komendant wojskowy) Wrocławia.

## Życiorys

### Pochodzenie
Jego dziadek Martin von Thile był pruskim pułkownikiem i szefem pułku, a ojciec Friedrich Leopold von Thile (1711–1779) był najpierw w służbie pruskiej, ale w czerwcu 1746 roku wstąpił jako major do służby wojskowej Elektoratu Saksonii awansując tam potem do generała porucznika i szefa pułku piechoty. Jego matką była żona Friedricha Leopolda, Katharina Rebekka z domu von Firnhaber (1723–1777).

### Kariera wojskowa
9 grudnia 1752 r. mianowano Alexandra von Thilego porucznikiem w gwardii Elektoratu Saksonii, ale początkowo nie pełnił służby. Zmieniło się to w 1757 r. wraz z początkiem wojny siedmioletniej. Po walkach w Saksonii znalazł się w saskim regimencie armii francuskiej, walcząc przeciw Prusom w bitwach pod Bergen, Minden i pod Lutterbergiem oraz w oblężeniu Brunszwiku i Wolfenbüttel. 24 lipca 1762 r. został kapitanem. Po wojnie powrócił do armii saskiej, 2 czerwca 1778 r. został majorem i w tym stopniu brał udział w wojnie o sukcesję bawarską. 9 czerwca 1787 r. opuścił armię saską i wszedł 1 lipca 1787 r. jako major z patentem z 29 sierpnia 1780 r. na usługi pruskie. Został szefem batalionu fizylierów nr 14 i do połowy sierpnia 1790 r. awansował do rangi pułkownika. W tym stopniu brał udział w kampanii w Polsce przeciw insurekcji kościuszkowskiej, był 6 stycznia 1795 r. generałem dywizji i szefem pułku piechoty „von Pfuhl”
W jego karierze politycznej istotnym było powołanie go w 1796 r. na członka granicznej komisji regulacyjnej między Prusami a Rosją. 20 maja 1801 awansowano go do stopnia generała porucznika (patent z 23 maja 1801). Podczas parady 25 czerwca 1802 r. otrzymał w Warszawie order Pour le Mérite i nagrodę pieniężną 2000 talarów. Potem 3 sierpnia 1803 r. brał udział w przeglądzie wojsk saskich w Dreźnie, a następnie podczas jesiennych manewrów w Poczdamie. Po mobilizacji von Thile 27 listopada 1805 r. wyszedł wraz z rezerwowym korpusem z Głogowa na Śląsk. Po demobilizacji wrócił do Warszawy. 4 sierpnia 1806 r., tuż przed przystąpieniem Prus do wojny w ramach czwartej koalicji antyfrancuskiej otrzymał 2000 talarów na pokrycie wydatków podczas pracy w komisji granicznej. 11 września 1806 r. został tymczasowym gubernatorem twierdzy we Wrocławiu z rozkazem utrzymania fortecy za wszelką cenę, ale już 5 stycznia 1807 roku, po czterotygodniowym oblężeniu poddał miasto Francuzom. Po wojnie trafił w związku z tym przed sąd wojenny i 19 marca 1811 skazany został na dwa lata więzienia w Cytadeli Spandau. Król 29 kwietnia 1811 pozwolił mu odbywać karę w mieście Spandau. Zmarł tamże 24 lutego 1812.

### Prusko-rosyjska komisja graniczna
Alexander von Thile był już szefem pułku piechoty w Warszawie, gdy 25 grudnia 1795 został mianowany członkiem komisji granicznej. Komisja otrzymała dokładne instrukcje od króla. Dzięki umiejętnościom generała Thile’a udawało się znajdować kompromisy z księciem Nikołajem Repninem i generałem Nikitą Paninem. 11 lipca 1796 r. doszło do końcowego porozumienia i generał von Thile w imieniu króla wręczył księciu Repninowi Order Orła Czarnego, a generałowi Paninowi Order Orła Czerwonego, jak również 4000 talarów w prezencie.

## Życie prywatne
Thile ożenił się 15 kwietnia 1768 w Lipsku z Henriette Friederike von Runkel (1748–1829). Ich dziećmi byli:
- Karl Alexander Leopold (1774–1777)
- Emilie Charlotte Auguste (ur. 1777), zamężna od 22 września 1800 w Warszawie z Friedrich Wilhelmem Ernstem von Tiesenhausen (1747–1837), pruskim majorem i 1801–1806 dowódcą w Królewcu[2]
- Louis Gustav (1781–1852), pruski generał piechoty
- Adolf Eduard (1784–1861), pruski generał piechoty, żonaty od 26 grudnia 1811 z Auguste von Schöning (1788–1859), wnuczką pruskiego generała Emanuela von Schöninga
- Elisa Marianna (1788–1802).